# Casa al carrer del Carme i plaça dels Àlbers (Tàrrega)
Casa al carrer del Carme i plaça dels Àlbers és una obra de Tàrrega (Urgell) protegida com a Bé Cultural d'Interès Local.

## Descripció
Edifici de planta irregular situat a la cantonada entre el carrer del Carme i la plaça dels Àlbers. Compta amb planta baixa, tres pisos i una coberta a dues aigües. Les dues façanes visibles presenten dos eixos de composició vertical, amb totes les obertures disposades de manera simètrica. Les del primer i segon pis tenen la mateixa composició: estructura rectangular, emmarcament de pedra i balcons individuals de ferro forjat sense ornamentació; els balcons del segon pis estan sostinguts per cartel·les decorades amb volutes. Les obertures del tercer pis, en canvi, són quadrangulars, amb emmarcament de pedra i només tenen un ampit amb poc voladís i adornat amb petits permòdols.
La façana que dona al carrer del Carme destaca pel seu porxo, que precedeix els locals comercials emplaçats en la planta baixa de l'immoble. Aquest porxo està format per tres columnes de secció rectangular fetes amb carreus ben escairats disposats en filades.
La façana està coronada per una cornisa de diverses filades: la majoria d'elles són llises, tot i que la més inferior està ricament decorada amb palmetes i permòdols amb motius vegetals.
El parament de l'immoble és estucat, tot imitant carreus regulars buixardats disposats en filades.